# Jérémy Darras
Pour les articles homonymes, voir Darras.
Jérémy Darras, né le 25 juillet 1989 à Dunkerque, est un joueur de handball français qui joue au poste d'ailier droit au Limoges Hand 87 depuis 2016.
À la fin des années 2000, il a été sélectionné en équipe de France jeunes, remportant une médaille de bronze au championnat d'Europe des moins de 20 ans en 2008 en Roumanie.